# 枇杷島 (名古屋市)
枇杷島（びわじま）は、愛知県名古屋市西区の地名。現行行政地名は枇杷島一丁目から枇杷島五丁目。住居表示実施。

## 地理
名古屋市西区西部に位置する。西は枇杷島町、北は南堀越一丁目・同二丁目に接する。

## 歴史

### 町名の由来
『尾張国地名考』によれば、藤原師長が井戸田に流された際に関係をもった当地の里長の娘に、帰京するときに白菊の琵琶を贈ったことに由来するとされる。

### 沿革
- 1889年（明治22年）10月1日 - 西春日井郡枇杷島村が、合併に伴い同郡枇杷島町大字枇杷島村となる[1]。
- 1921年（大正10年）8月22日 - 西春日井郡枇杷島町大字枇杷島村が、名古屋市編入に伴い、同市西区枇杷島町となる[1]。
- 1930年（昭和5年）6月15日 - 西春日井郡庄内町大字堀越の一部を編入する[1]。
- 1934年（昭和9年）
  - 8月15日 - 一部が東枇杷島町に編入される[1]。
  - 12月15日 - 一部が新富町に編入される[1]。
- 1937年（昭和12年）10月1日 - 一部が中村区に編入され、同区枇杷島町となる[1]。
- 1987年（昭和62年）10月12日 - 西区枇杷島一丁目が枇杷島通・東枇杷島町・上更通・亀入町・藤ノ宮通・松西町・八坂町の各一部、枇杷島二丁目が枇杷島通・東枇杷島町・枇杷島町・松西町の各一部、枇杷島三丁目が白菊町・東枇杷島町・枇杷島町の各一部、枇杷島四丁目が白菊町・枇杷島町・本郷町の各一部、枇杷島五丁目が琵琶里町の全域および堀越町・本郷町の各一部によりそれぞれ成立する[1]。

## 世帯数と人口
2019年（平成31年）2月1日現在の世帯数と人口は以下の通りである。
| 丁目         | 世帯数    | 人口    |
| ------------ | --------- | ------- |
| 枇杷島一丁目 | 607世帯   | 1,206人 |
| 枇杷島二丁目 | 430世帯   | 798人   |
| 枇杷島三丁目 | 683世帯   | 1,395人 |
| 枇杷島四丁目 | 764世帯   | 1,536人 |
| 枇杷島五丁目 | 999世帯   | 2,281人 |
| 計           | 3,483世帯 | 7,216人 |

## 学区
市立小・中学校に通う場合、学校等は以下の通りとなる。また、公立高等学校に通う場合の学区は以下の通りとなる。
| 丁目         | 番・番地等 | 小学校                 | 中学校                 | 高等学校 |
| ------------ | ---------- | ---------------------- | ---------------------- | -------- |
| 枇杷島一丁目 | 全域       | 名古屋市立枇杷島小学校 | 名古屋市立天神山中学校 | 尾張学区 |
| 枇杷島二丁目 | 全域       | 名古屋市立枇杷島小学校 | 名古屋市立天神山中学校 | 尾張学区 |
| 枇杷島三丁目 | 全域       | 名古屋市立枇杷島小学校 | 名古屋市立天神山中学校 | 尾張学区 |
| 枇杷島四丁目 | 全域       | 名古屋市立枇杷島小学校 | 名古屋市立天神山中学校 | 尾張学区 |
| 枇杷島五丁目 | 全域       | 名古屋市立枇杷島小学校 | 名古屋市立天神山中学校 | 尾張学区 |

## 交通
- 名古屋鉄道名古屋本線東枇杷島駅[7]

## 施設

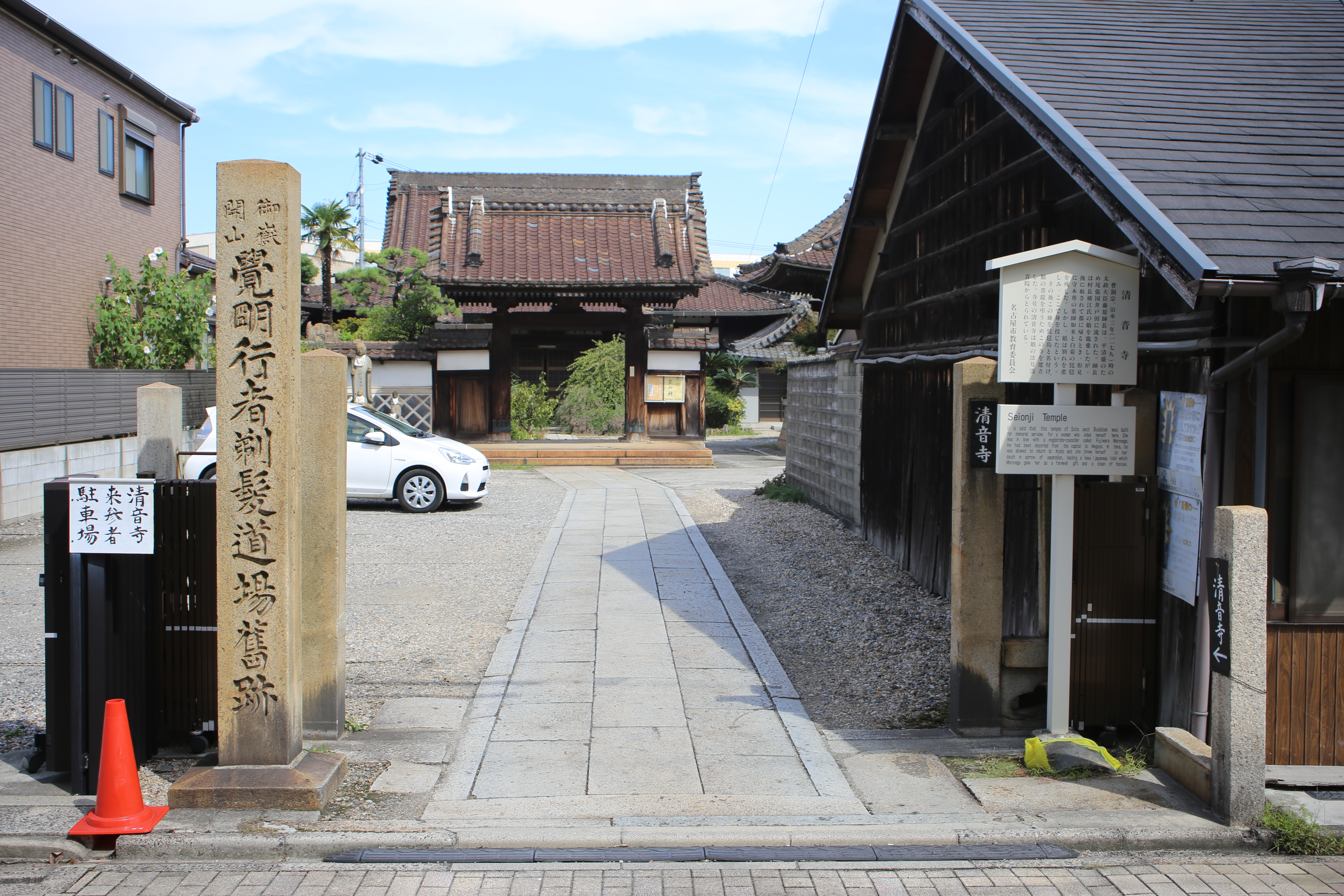
清音寺（2017年9月）

- 名古屋市枇杷島スポーツセンター[7]

名古屋市中央卸売市場枇杷島市場の跡地に整備された。
- 白山温泉
- 枇杷島公園[1]
- 名古屋市営枇杷島荘[1]
- 名古屋東枇杷島郵便局[7]
- 名古屋市立枇杷島小学校[7]
- 枇杷島幼稚園[7]
- 白菊公園[7]
- 名古屋琵琶里郵便局[7]
- 曹洞宗慈福寺[7]
- 蔵春寺[7]
- 清音寺[7]

曹洞宗の寺院。創建当初は天台宗であったと伝わる。山号は松峯山。本尊として釈迦牟尼如来を祀る。地名の由来とされる伝説に登場する村長の娘の菩提を弔うために建てられたとされる。寺号は娘の法名である「清音院松月麗照大姉」に由来するとされる。
- 浄土真宗本願寺派西源寺[7]
- 男女守稲荷社[7]
- 八幡社[7]

- 清音寺（2017年9月）

## その他

### 日本郵便
- 郵便番号 : 451-0053[4]（集配局：名古屋西郵便局[15]）。